# Théâtre de Quat'Sous
Troupe itinérante, fondée en 1955, puis domiciliée à partir du mois de décembre 1965, le Théâtre de Quat'Sous est l'une des plus anciennes compagnies de théâtre à Montréal, après le Théâtre du Rideau Vert et le Théâtre du Nouveau Monde. Il est situé sur le Plateau Mont-Royal au 100, avenue des Pins Est.

## Historique
C'est pour présenter son équipe (dont faisaient notamment partie Yvon Deschamps, Claude Léveillée et Jean-Louis Millette) au Festival d'art dramatique du Québec que Paul Buissonneau, sur la demande de ses trois collègues, fonde le théâtre de Quat'Sous en 1955. Huit ans plus tard, la troupe fait l'acquisition d’une synagogue située au 100, avenue des Pins Est, en vue d’en faire son théâtre. C'est ainsi que le 3 décembre 1965, avec La Florentine de Jean Canolle, Paul Buissonneau et ses trois complices inaugurent un petit théâtre chaleureux de 159 places, mettant fin à dix années d'errance.
En 1968, Paul Buissonneau met en scène L'Osstidcho. Ce spectacle révèle au public Robert Charlebois, Louise Forestier, Yvon Deschamps, Mouffe et le Quatuor de Jazz Libre du Québec. Encore aujourd'hui ces artistes sont très présents sur la scène culturelle québécoise et française.
En 1984, Louise Latraverse prend les rênes du Quat'Sous jusqu'en 1987, année où Louison Danis lui succède. Dans l'esprit de son prédécesseur Louise Latraverse  poursuit la promotion de jeunes créateurs. Elle fait connaître, entre autres, le travail du Théâtre Repère et de Robert Lepage ainsi que la dramaturgie de René-Daniel Dubois avec Being at Home with Claude.
En 1988, Pierre Bernard devient le quatrième directeur artistique. Il veille pendant 12 ans aux destinées artistiques du théâtre auquel il insuffle une nouvelle vitalité en créant, entre autres, en collaboration avec Andrée Lachapelle, les Auditions Générales du Quat'Sous. Sous sa direction, Elvire Jouvet 40 de Brigitte Jaques, fut une pièce remarquée. Il choisit lui-même son successeur, Wajdi Mouawad.
Wajdi Mouawad assure la direction artistique du Quat'Sous de 2000 à 2004. En quoi l'art peut-il nous aider ? Ce questionnement est sa principale source d'inspiration dans le quotidien de ce qu'il appelle, le "grand petit théâtre". Au moment de son départ, Wajdi Mouawad souhaite, à l'instar de son prédécesseur, tendre la main à un créateur qui aurait le désir de bousculer les habitudes en matière de direction théâtrale. Un comité de sélection choisit Eric Jean, qui fait son entrée en 2004.
À l'occasion de son 50e anniversaire, en 2005, le Théâtre de Quat'Sous reçoit le Prix hommage de la 11e Soirée des Masques.
Olivier Kemeid a succédé à Éric Jean à la direction artistique du Théâtre de Quat'Sous en 2016 et a occupé ce poste jusqu'en 2023.
Depuis 2023, la direction artistique et générale du Théâtre de Quat'Sous est assumée conjointement par Catherine Vidal et Xavier Inchauspé.

## Reconstruction
Devenu vétuste avec les années, le bâtiment qui a abrité le théâtre fut démoli le 6 février 2008. Après un investissement de 4,5 millions de dollars, il a rouvert ses portes le 1er mai 2009.
Le nouvel édifice du Théâtre de Quat'Sous, par sa forme architecturale et l'intégration de l'art au bâtiment, est un lieu qui respecte l'âme et l'intégrité de son prédécesseur. Il s'est également mérité plusieurs prix d'architecture. Le nouvel édifice affiche un style contemporain grâce à de très grands panneaux de verre en façade laissant pénétrer la lumière au rez-de-chaussée. La structure du bâtiment se présente sous la forme de « blocs superposés » et le revêtement extérieur se compose de « briques noires et d'aluminium perforé ». L'espace-théâtre, à l'étage, compte 170 sièges, dix de plus que l'ancienne version. Moderne, il est similaire à l'ancien, de quoi rassurer les fidèles du Quat'Sous.